# 張朝綱
張朝綱（?—?），字思勋，别號楚臺，一號玉孳，福建泉州府同安縣軍鹽籍，晉江縣人。明朝政治人物。

## 生平
九歲能文，萬曆三十四年（1606）丙午科举人，萬曆四十四年（1616年）丙辰科進士，初授浙江丽水县知县，調繁永嘉縣。在永嘉时，有豪强之子杀人，府太守及邻县县令暗有旨令皆不闻不问，他依法查处而得罪人去职还乡。五年后重新启用，任江西金溪县知县，歷陞户部云南司主事，出為广西蒼梧兵備副使，卒于官。

## 家族
曾祖张宁。祖父张泞。父张豪。

## 引用
1. ↑  《萬曆四十四年丙辰科進士序齒録》：张朝纲，玉孶，易一房，辛巳正月初八日生。同安县人，丙午三十二，会六十五，三甲一百二十九名。户部政，授丽水知县，戊午本省同考，己未調永加知县，辛酉升户部贵州司主事，乙丑補金谿知县，乙丑升户部云南司主事，管南新仓，己巳升员外，升浙江司郎中，癸酉升廣西付使，乙亥京察。
2. ↑  《同安縣志》：適富人子殺人，善事郡守，諸縣長承守旨，久不問。朝綱治如法，卒見忤，歸五載，起金溪令，分校浙闈，所得皆名士。升户部雲南司主事，管新泰二倉，監兑两浙，旋授正郎，出為廣西副使，備兵蒼梧。